# 基皮亞奇卡 (捷爾諾波爾區)
49°29′7″N 25°42′12″E / 49.48528°N 25.70333°E
基皮亞奇卡（烏克蘭語：Кип'ячка），是烏克蘭的村落，位於該國西部捷爾諾波爾州，由捷爾諾波爾區負責管轄，始建於1532年，面積0.52平方公里，海拔高度308米，2001年人口235，人口密度每平方公里451.9人。